# زنگ‌آباد (ورزقان)
زنگ‌آباد یکی از روستاهای استان آذربایجان شرقی است که در دهستان ازومدل جنوبی بخش مرکزی شهرستان ورزقان واقع شده‌است.این روستا در دوازده کیلومتری شمال ورزقان واقع شده است. اکثر مردم زنگ اباد شغل شان کشاورزی و دامپروری است.تقربا"این روستا هشتاد خانوار داردبا 280 نفر جعمعت .این روستا بافت قدیمی خود را هنوز حفظ کرده است. 